# 白髪魔女伝
白髪魔女伝（繁体字: 白髮魔女傳、はくはつまじょでん）は、梁羽生の武俠小説の1つ。

## 概要
梁羽生の武俠小説のうち、明代から清代にかけてを舞台とした天山系列に属する作品で、梁羽生の代表作でもある。
1957年8月5日から1958年9月8日にかけて、香港紙『大公報』に連載された。
物語は17世紀前期の明代、朝廷内の醜い権力闘争によって滅びゆく明朝を背景に、名門武当派の貴公子・卓一航と、荒々しくも美しい女盗賊・練霓裳の許されざる恋を描いた愛憎劇。
2006年8月現在、日本語翻訳版の出版は行われていない。

## 物語
明の万暦年間末期。武当派の掌門紫陽道人の弟子である卓一航は、文武両道に優れているばかりか、祖父と父が高官である名門の貴公子で、将来の武当派掌門として期待を集める逸材であった。ところが、卓一航の父で、明朝の戸部侍郎である卓継賢は、朝廷内の政争に巻き込まれ、冤罪で処刑されてしまう。父の亡骸を郷里へ移送する途次、華山へ立ち寄った卓一航は、そこで一人の美しい女性と出会い、好意を抱く。だが、その女性こそは、江湖で「玉羅刹」と呼ばれて恐れられている女盗賊の練霓裳その人であった。やがて朝廷内の権力闘争に巻き込まれた2人は、共に闘いを重ねる中で次第に絆を深めていくが、武当派の次期掌門に指名された卓一航と、奔放な野生児練霓裳が結ばれることを、武林の名門を自認する武当派の長老たちは決して認めようとしなかった。恋人練霓裳と師叔たちとの間で板挟みとなった卓一航は…。

## 登場人物
- 卓一航
- 練霓裳
- 岳鳴珂
- 鉄珊瑚
- 鉄飛龍
- 魏忠賢
- 慕容冲
- 金独異
- 公孫大娘
- 紫陽道長
- 白石道人

## 映像化作品
映画
- 『白髪魔女伝』（1959年）香港　※日本未公開 - 主演：張瑛
- 『白髪魔女伝』（1980年）香港　※日本未公開 - 主演：方平
- 『キラーウルフ 白髪魔女伝』（原題：白髪魔女伝、1993年）香港 - 主演：ブリジット・リン、レスリー・チャン
- 『白髪魔女伝2』（原題：白髪魔女2、1993年）香港 - 主演：ブリジット・リン、レスリー・チャン
- 『白髪妖魔伝』（原題：白髪魔女伝之明月天国、2014年）中国 - 主演：ファン・ビンビン、ホァン・シャオミン、監督：ジェイコブ・C・L・チャン
- 『白髪魔女記』（原題：白髪魔女伝、2020年）中国 - 主演：ジャン・ウェイナ、シー・ジュンジャー、監督：ジョウ・ティエンユ
- 『レジェンド・オブ・ホワイトウィッチ』（原題：白髪魔女外伝、2020年）中国 - 主演：クリスタル・ホアン、シー・ジンジュ、監督：ウー・インシャン

テレビドラマ
- 『白髪魔女伝』（1995年）香港　※日本未公開
- 『白髪魔女伝〜美しき復讐鬼〜（中国語版）』（原題：白髪魔女、1999年）台湾・中国・香港 - 主演：ジュリアン・チョン、ジアン・チンチン
- 『白髪魔女伝』（原題：新白髪魔女伝、2012年）中国 - 主演：ニッキー・ウー、マー・スー